# 모함마드 샤히드
모함마드 샤히드(힌디어: मोहम्मद शाहिद, 1960년 4월 14일 ~ 2016년 7월 20일)는 인도의 필드하키 선수이다. 1980년 하계 올림픽에서 우승을 차지한 인도 대표팀의 일원이다.